# Adelphomyia simplicistyla
Adelphomyia simplicistyla är en tvåvingeart som först beskrevs av Alexander 1940.  Adelphomyia simplicistyla ingår i släktet Adelphomyia och familjen småharkrankar. Inga underarter finns listade i Catalogue of Life.